# Giuseppe Francesco Re
Giuseppe Francesco Re (2. prosince 1848, Bottigliera d'Asti – 17. ledna 1933) byl italský katolický teolog a biskup albský. Kněžské svěcení obdržel 3. června 1871. Jmenován do biskupského úřadu byl 30. prosince 1889 a vysvěcen 22. června 1890 v Turíně. Během svého episkopátu horlivě podporoval apoštolát laických věřících a spolupracoval s Jakubem Alberionem, který v jeho diecézi rozvíjel činnost Společnosti sv. Pavla.